# Slovačka
Slovačka (slov. Slovensko), službeno Slovačka Republika (slov. Slovenská republika), država je u Srednjoj Europi. Na sjeveru graniči s Poljskom, na istoku s Ukrajinom, na jugu s Mađarskom, na jugozapadu s Austrijom i na sjeverozapadu Češkom. Teritorij Slovačke većinom je planinski i prostire se na oko 49 000 km² na kojemu živi preko 5,4 milijuna stanovnika. Glavni i najveći grad je Bratislava, a drugi najveći grad su Košice.
Slaveni su na područje današnje Slovačke stigli u petome i šestome stoljeću. U sedmome stoljeću imali s značajnu ulogu u stvaranju unije zapadnoslavenskih plemena poznatom kao Samovo Carstvo. U devetome stoljeću osnovali su Nitransku Kneževinu, koju je kasnije osvojila Velikomoravska Kneževina. U desetomu stoljeću, nakon raspada Velike Moravske, prostor je pripojen Ugarskoj Kneževini, koja će zatim 1000. godine postati Ugarsko Kraljevstvo. Godine 1241. i 1242., tijekom mongolske provale u Europu uništen je velik dio naselja na širemu području Ugarskoga Kraljevstva. Područje je zatim obnovio mađarski kralj Bela IV. i omogućio masovno naseljavanje Nijemaca, čime su oni postali važna etnička skupina u tome području, osobito u dijelovima suvremene središnje i istočne Slovačke.
Nakon Prvoga svjetskog rata i raspada Austro-Ugarske, osnovana je Čehoslovačka. Bila je to jedina zemlja u Srednjoj i Istočnoj Europi koja je zadržala demokratski sustav vlasti tijekom cijeloga međuratnoga razdoblja. Ipak, mjesne fašističke stranke postupno su dolazile na vlast u slovačkim zemljama, a tijekom Drugoga svjetskog rata prva Slovačka Republika nastavila je postojati kao djelomično priznata marionetska država Trećega Reicha. Na kraju Drugoga svjetskog rata Čehoslovačka je ponovno uspostavljena kao neovisna država. Nakon državnoga udara 1948. godine, Čehoslovačka je došla pod komunističku upravu i postala dio Varšavskoga ugovora predvođena Sovjetskim Savezom. Pokušaji liberalizacije komunizma u Čehoslovačkoj kulminirali su Praškim proljećem, no pokret je slomljen invazijom Varšavskoga pakta na Čehoslovačku u kolovozu 1968. Godine 1989. Baršunasta revolucija mirno je okončala komunističku vladavinu u Čehoslovačkoj. Slovačka je postala neovisna država 1. siječnja 1993. nakon mirnoga raspada Čehoslovačke, ponekad poznatoga kao Baršunasti razvod.
Slovačka je razvijena zemlja s naprednim gospodarstvom i visokim dohotkom, vrlo visoko rangirana u Indeksu ljudskoga razvoja. Država nastoji uskladiti načela tržišnoga gospodarstva sa sveobuhvatnim sustavom socijalne sigurnosti, pružajući građanima univerzalnu zdravstvenu zaštitu, besplatno obrazovanje, a odlikuje se jednim od najdužih plaćenih roditeljskih dopusta u OECD-u. Slovačka je članica Europske unije, Eurozone, Schengenskoga prostora, Ujedinjenih naroda, NATO-a, CERN-a, OECD-a, WTO-a, Vijeća Europe, Višegradske skupine i OESS-a. Slovačka je također država u kojoj se nalazi osam UNESCO-vih mjesta svjetske baštine. Najveći je svjetski proizvođač automobila po glavi stanovnika, s ukupnom proizvodnjom od 1,1 milijun automobila u 2019., što predstavlja 43% ukupne industrijske proizvodnje države.

## Etimologija
Ime Slovačka znači „Zemlja Slavena” (Slovensko na slovačkome, koje potječe od starijeg oblika Sloven/Slovienin) isto kao i Slovenija i Slavonija. U srednjovjekovnim latinskim, njemačkim, pa čak i nekim slavenskim izvorima, isti se naziv često koristio za Slovake, Slovence, Slavonce i Slavene općenito. Prema jednoj od teorija, novi oblik nacionalnoga imena nastao je u 13. ili 14. stoljeću, vjerojatno pod utjecajem češkoga jezika. Češku riječ Slovák nalazimo u srednjovjekovnim pisanim izvorima od 1291. nadalje. Taj je oblik polako prihvaćen za Slovake, ali za Slovakinje ostao je stari izraz Slovenka. Izrazi za zemlje naseljene Slovacima (Slovensko) i naziv slovačkoga jezika (slovenčina) zadržali su stariji oblik (usp. s oblicima u slovenskome). Većina stranih prijevoda obično potječe iz ovoga novijega oblika (Slovakia na engleskome, Slowakei na njemačkome, Slovaquie na francuskome itd.).
U srednjovjekovnim latinskim izvorima korišteni su izrazi Slavus, Slavonia ili Slavorum u više različitih inačica već od 1029. U njemačkim izvorima nazivi za slovačke zemlje bili su Windenland ili Windische Lande (rano 15. stoljeće), te oblici Slovakia i Schlowakei koji su se počeli pojavljivati u 16. stoljeću. Sadašnji slovački oblik Slovensko prvi se put spominje 1675.

## Povijest
Najstariji sačuvani ljudski artefakti iz Slovačke pronađeni su u blizini Nové Mesto nad Váhom i datirani su na 270 000. pr. Kr., u doba ranoga paleolitika. Ova drevna oruđa, izrađena klaktonskom tehnikom, svjedoče o drevnoj naseljenosti Slovačke.
Drugi kameni alati iz srednjega paleolitika (200 000 – 80 000 pr. Kr.) nađeni su u špilji Prévôt (Prepoštská) u Bojnicama i drugima obližnjim nalazištima. Najvažnije otkriće iz toga doba je lubanja neandertalca (oko 200 000 pr. Kr.), otkrivena u blizini Gánovcea, sela u sjevernoj Slovačkoj.
Arheolozi su pronašli prapovijesne ljudske kosture diljem zemlje, kao i brojne predmete i ostatke gravettienske kulture, uglavnom u dolinama rijeka Nitra, Hron, Ipeľ, Váh i sve do grada Žiline, te u podnožju planina Vihorlat, Inovec i Tribeč i na planini Myjava. Najpoznatiji nalazi jesu najstariji ženski kip od mamutove kosti (22 800. pr. Kr.) i slavna Moravanska Venera. Kip je pronađen 1940-ih u Moravany nad Váhom kod Piešťanyja. S lokaliteta Zákovská, Podkovice, Hubina i Radošina potječu brojne ogrlice izrađene od školjaka termofilnih puževa iz tercijara roda Cypraea. Ovi su nalazi najstariji dokaz o trgovačkoj razmjeni između Sredozemlja i Srednje Europe.

### Brončano doba
Tijekom brončanoga doba zemljopisni teritorij današnje Slovačke prošao je kroz tri faze razvoja, koje su se protezale od 2000. do 800. godine pr. Kr. Veliki kulturni, gospodarski i politički razvoj može se pripisati značajnome rastu proizvodnje bakra, posebice u središnjoj Slovačkoj (primjerice u Španjoj dolini) i sjeverozapadnoj Slovačkoj. Bakar je postao stabilni izvor prihoda i donio je prosperitet lokalnome stanovništvu.
Nakon nestanka kulture Čakany i Velatice, Lužičani su razvili izgradnju jakih i složenih utvrda, s velikim stalnim strukturama i upravnim središtima. Iskopavanja lužičkih gradina dokumentiraju znatan razvoj trgovine i poljoprivrede u to doba. Bogatstvo i raznolikost grobnica znatno se povećala. Stanovnici toga područja izrađivali su oružje, nakit, posuđe i kipove.

### Željezno doba

#### Halštatsko razdoblje
Dolazak plemena iz Trakije donio je značajne promjene među stanovnike u ravnici Sereď i u gradinama poput Molpíra u blizini Smolenica u Malim Karpatima. Za halštatskoga razdoblja u zapadnoj Slovačkoj podignuti su monumentalni grobni humci s kneževskom opremom koju su činile brojne bogato ukrašene posude i nakit. Pogrebni obred uvijek je predviđao kremiranje. Pripadnici niže klase pokapani su u ravnim grobljima u žarama.
Posebnu ulogu imalo je tkanje i proizvodnja tkanine. Lokalna moć "kneževa" iz halštatskog razdoblja nestala je u Slovačkoj prije sredine prvog tisućljeća prije Krista, nakon sukoba između skitsko-tračkoga naroda i lokalnoga stanovništva, što za posljedicu imalo napuštanje starih gradina. Relativno ispražnjena područja ubrzo su naselila nova keltska plemena, koja su napredovala s juga prema sjeveru slijedeći slovačke rijeke i mirno su se integrirali s lokalnim stanovništvom.

#### Latensko razdoblje
Od oko 500 pr. Kr., područje današnje Slovačke naselili su Kelti, koji su izgradili moćne opide na mjestima današnje Bratislave i Devína. Biateci, srebrni novčići s natpisima na latiničnom pismu, predstavljaju prvu poznatu upotrebu pisma u Slovačkoj. U sjevernim regijama, ostaci lokalnoga stanovništva lužičkog podrijetla pod keltskim, kasnije i dačkim utjecajem, razvili su jedinstvenu puhovsku kulturu s naprednim zanatima i obradom željeza, mnogim gradinama i utvrđenim naseljima. Odlikuje je kovanje karakterističnoga novca tipa Velkobysterecky bez natpisa, s jedne strane prikaz konja, a s druge glava. Ova se kultura često povezuje s keltskim plemenom koje se u rimskim izvorima spominje kao Cotini (Kotini) ili Gotini.

#### Rimsko razdoblje
Od 2. godine Rimsko Carstvo se proširilo na šire područje Srednje Europe pa tako i Slovačke i uspostavilo je i održavalo niz predstraža oko i južno od Dunava, od kojih su najveće bile poznate kao Carnuntum (čiji se ostaci nalaze na glavnoj cesti na pola puta između Beča i Bratislave) i Brigetio (današnji Szőny na slovačko-mađarskoj granici). Takva rimska granična naselja izgrađena su na današnjem području Rusovce, trenutno predgrađu Bratislave. Oko ove vojne utvrde naselilo se civilno stanovništvo i izgradilo rimsko naselje vicus i poljoprivredne gospodarske strukture tipa villa rustica. Ime ovoga naselja bilo je Gerulata. Vojna utvrda imala je pomoćnu konjaničku jedinicu od 300 konjanika po uzoru na germansko pleme Kananefate. Ostatci rimskih građevina također su preživjeli u Stupavi, dvorcu Devín, brdu bratislavskoga dvorca i u Dúbravki, predgrađu Bratislave.
U blizini najsjevernije crte rimskoga zaleđa limesa, postojao je zimski logor Laugaricio (današnji Trenčín) u kojem je II. rimska legija izvojevala pobjedu u odlučujućoj bitci protiv germanskoga plemena Kvada 179. godine tijekom Markomanskih ratova. Tada je uništeno Vanijevo kraljevstvo, kojega su osnovala germanska plemena Svevi, Kvadi i Markomani, te nekoliko manjih germanskih i keltskih plemena, poput Osa i Cotina. Kraljevstvo je obuhvaćalo zapadnu i središnju Slovačku od 8. – 6. godine pr. Kr. do 179. godine.

### Velike invazije od 4. do 7. stoljeća
U drugome i trećem stoljeću nove ere, Huni su započeli seobu iz srednjoazijskih stepa prema zapadu. Prešli su Dunav 377. godine, okupirali i nastanili Panoniju koja im je 75 godina služila kao polazište za pokretanje pljačkaških pohoda u Zapadnu Europu. Međutim, Atilina smrt 453. godine dovela je do propasti i nestanka Hunskoga carstva. Godine 568. tursko-mongolska plemenska konfederacija Avara izvršila je invaziju na Srednje Podunavlje. Avari su zauzeli Panonsku nizinu i uspostavili carstvo koje je dominiralo Karpatskim bazenom.
Godine 623. slavensko stanovništvo koje je živjelo u zapadnim dijelovima Panonije odcijepilo se od Hunskoga carstva nakon pobune koju je predvodio franački trgovac Samo. Nakon 626. moć Avara počinje postupno opadati, ali njihova vladavina traje sve do 804. godine.

### Slavenske države
Slavenska plemena naselila su se na području današnje Slovačke u 5. stoljeću. Zapadna Slovačka bila je središte Samova carstva u 7. stoljeću. Slavenska država poznata kao Kneževina Nitra nastala je u 8. stoljeću, a njezin je vladar Pribina 828. godine dao posvetiti prvu poznatu kršćansku crkvu na području današnje Slovačke. Zajedno sa susjednom Moravskom, kneževina je od 833. godine činila jezgru Velikomoravske kneževine. Vrhunac ovoga slavenskog carstva došao je dolaskom svetih Ćirila i Metoda 863. godine, za vrijeme vladavine kneza Rastislava i teritorijalnim proširenjem pod kraljem Svatoplukom I.

### Velika Moravska (830. – prije 907.)
Velika Moravska nastala je oko 830. kada je Mojmír I. ujedinio slavenska plemena naseljena sjeverno od Dunava i proširio moravsku vrhovnu vlast nad njima. Kada se Mojmír I. pokušao osamostaliti od vrhovne vlasti kralja Istočne Franačke 846., kralj Ludovik Njemački svrgnuo ga je s vlasti i pomogao Mojmírovu nećaku Rastislavu (846. – 870.) u stjecanju prijestolja. Novi monarh vodio je neovisnu politiku: nakon što je zaustavio franački napad 855., nastojao je oslabiti utjecaj franačkih svećenika koji su propovijedali u njegovome kraljevstvu. Vojvoda Rastislav zamolio je bizantskoga cara Mihajla III. da pošalje učitelje koji bi tumačili kršćanstvo na slavenskome narodnom jeziku.
Na Rastislavov zahtjev došla su 863. godine dva brata, bizantski službenici i misionari, sveti Ćiril i Metod. Ćiril je razvio prvo slavensko pismo i preveo Evanđelje na starocrkvenoslavenski jezik. Rastislav je također bio zaokupljen sigurnošću i upravljanjem svoje države. Brojni utvrđeni dvorci izgrađeni diljem zemlje datiraju iz njegove vladavine, a neki od njih (npr. Dowina, ponekad identificirana s dvorcem Devín) također se u franačkim kronikama povezuju s Rastislavom.
Za vrijeme Rastislavove vladavine, njegov je nećak Svatopluk dobio kneževinu Nitru kao apanažu, no ubrzo se pobunio, udružio se s Francima i svrgnuo svoga strica 870. godine. Slično kao i njegov prethodnik, Svätopluk I. (871. – 894.) preuzeo je titulu kralja (rex). Tijekom njegove vladavine Velikomoravsko carstvo doseglo je svoj najveći teritorijalni opseg, kada su ne samo današnja Moravska i Slovačka, nego i današnja sjeverna i Središnja Mađarska, Donja Austrija, Češka, Šleska, Lužica, Južna Poljska i Vojvodina pripale carstvu, no točne granice njegovih domena još uvijek su predmetom istraživanja. Svatopluk je također odolijevao napadima mađarskih plemena i Bugarskoga carstva, iako je ponekad i angažirao Mađare za ratovanje protiv Istočne Franačke.
Godine 880. papa Ivan VIII. u Velikoj Moravskoj osnovao je samostalnu metropoliju na čelu s nadbiskupom Metodom i imenovao njemačkoga svećenika Wichinga biskupom Nitre.
Nakon smrti kneza Svatopluka 894. njegovi sinovi Mojmír II. (894. – 906.?) i Svatopluk II. naslijedili su ga kao knez Velike Moravske i knez kneževine Nitre, međutim, ubrzo su se sukobili oko vladavine nad cijelim carstvom. Oslabljena unutarnjim sukobima kao i stalnim ratovima s Istočnom Franačkom, Velika Moravska je izgubila većinu svojih rubnih teritorija.
U međuvremenu, polunomadska mađarska plemena, koja su vjerojatno pretrpjela poraz od Pečenega, napustila su svoje teritorije istočno od Karpata oko 896., provalila u Karpatski bazen i počela postupno zauzimati teritorij. Napredovanje njihovih vojski možda je bilo potaknuto neprekidnim ratovima među zemljama u regiji čiji su ih vladari povremeno angažirali kao plaćenike u međusobnim sukobima.
Ne zna se što se dogodilo s Mojmírom II. i Svatoplukom II. jer se ne spominju u pisanim izvorima nakon 906. godine. U tri bitke (4. – 5. srpnja i 9. kolovoza 907.) kod Bratislave, Mađari su uništili bavarsku vojsku. Neki povjesničari ovu godinu smatraju trenutkom raspada Velikomoravskoga carstva uzrokovanog mađarskim osvajanjima, no drugi povjesničari smatraju da se carstvo ranije raspalo (do 902.).
Velika Moravska ostavila je za sobom trajno nasljeđe u srednjoj i istočnoj Europi. Glagoljica i njezina nasljednica ćirilica raširile su se u druge slavenske zemlje i zacrtale tako novi put u njihovu sociokulturnom razvoju. Administrativni sustav Velike Moravske imao je utjecaj na razvoj uprave Kraljevine Ugarske.

### Kraljevina Ugarska (1000. – 1918.)
Nakon raspada Velikomoravskoga carstva na prijelazu u 10. stoljeće, Mađari su anektirali teritorij kojim se prostirala moderna Slovačka. Nakon poraza na rijeci Lech, Mađari su napustili svoj nomadski način života i naselili se u središtu Panonske nizine, postupno prihvatili kršćanstvo i započeli s izgradnjom nove države: Kraljevine Ugarske. Čini se da su Slovaci odigrali važnu ulogu tijekom razvoja kraljevstva što je vidljivo iz velikog broja posuđenica u mađarskome jeziku, a tiču se prvenstveno područja gospodarstva, poljoprivrede ili metalurgije.
U godinama 1001. – 1102. i 1018. – 1029., Slovačka je bila dijelom Kraljevine Poljske, nakon što ju je osvojio Boleslav I. Hrabri. Nakon što je teritorij Slovačke vraćen Mađarskoj, nastavila je postojati kao polusamostalna država (ili ju je 1048. stvorio kralj Andrija I.) pod nazivom Vojvodstvo Nitra. Obuhvaćajući otprilike teritorij kneževine Nitra i kneževine Bihar, formirali su ono što se zvalo tercia pars regni, trećina kraljevstva. Nekada su njime vladali budući nasljednici prijestolja iz kuće Arpád. Zanimljivo je da se u mađarsko-poljskoj kronici iz 13. stoljeća vladar navedenog vojvodstva, vojvoda Emerik (sin Stjepana I. Ugarskog), naziva "Henricus dux Sclavonie", u biti vojvoda Slovačke.
Ovo državno uređenje postojalo je do 1108./1110., nakon čega nije više obnovljeno. Nakon tog razdoblja i sve do 1918. godine, kada je Austro-Ugarsko carstvo propalo, područje Slovačke bilo je sastavni dio mađarske države. Etnički sastav Slovačke postao je raznolikiji dolaskom Karpatskih Nijemaca u 13. stoljeću i Židova u 14. stoljeću.
Značajan pad stanovništva dogodio se nakon invazije Mongola 1241. godine i gladi koja je zatim uslijedila. Međutim, u srednjemu vijeku područje Slovačke odlikovalo je useljavanje Nijemaca i Židova, brzi razvoj gradova, izgradnja brojnih dvoraca od kamena i razvoj umjetnosti. Dolazak njemačkoga elementa ponekad se pokazao problemom za autohtone Slovake (pa čak i Mađare u široj Mađarskoj), jer su Nijemci često brzo stjecali moć u srednjovjekovnim gradovima. Kršenje starih običaja od strane Nijemaca često je dovodilo do sukoba na etničkoj osnovi, jednog od kojih je kralj Ludovik I. smirio proglašenjem Privilegium pro Slavis (Privilegij za Slovake) 1381. godine. Prema ovoj povlastici, Slovaci i Nijemci u gradskom vijeću Žiline trebali su svaki dobiti polovicu zastupničkih mjesta, a gradonačelnik bi se trebao birati svake godine, naizmjenično između pripadnika slovačke i njemačke nacionalnosti. Takvih je slučajeva bilo više diljem zemlje.
Godine 1465. kralj Matija Korvin osnovao je treće sveučilište u Ugarskome Kraljevstvu, u Pressburgu (Bratislava), ali sveučilište je zatvoreno 1490. nakon njegove smrti. Husiti su se također naselili u regiji nakon Husitskih ratova.
Zahvaljujući ekspanziji Osmanskoga Carstva na mađarski teritorij, Bratislava je 1536. proglašena novom prijestolnicom Mađarske, prije pada stare mađarske prijestolnice Budima 1541. Postala je dijelom austrijske Habsburške monarhije, označivši početak novog razdoblja političke vladavine. Teritorij koji je obuhvaćao modernu Slovačku, tada poznat kao Gornja Mađarska, postao je mjestom naseljavanja za gotovo dvije trećine mađarskoga plemstva koje je bježalo pred Turcima i postalo je više jezično i kulturno mađarsko nego što je bilo prije. Djelomično zahvaljujući starim husitskim obiteljima i Slovacima koji su studirali pod Martinom Lutherom, regija je tada doživjela porast protestantizma. Kratko razdoblje u 17. stoljeću većina Slovaka bili su luterani. Prkosili su katoličkim Habsburgovcima i tražili zaštitu od susjedne Transilvanije, suparničke regije mađarske države koja je prakticirala vjersku toleranciju i obično imala osmansku podršku. Gornja Mađarska ili moderna Slovačka, postala je poprištem čestih ratova između katolika na zapadnom teritoriju i protestanata na istoku, kao i protiv Turaka. Granica je bila u stalnom stanju vojne pripravnosti i snažno branjena dvorcima i utvrđenim gradovima koje su često držale katoličke njemačke i slovačke trupe na habsburškoj strani. Do 1648. Slovačka nije bila pošteđena protureformacije, koja je većinu stanovništva vratila s luteranstva na rimokatoličanstvo. Godine 1655. tiskara na sveučilištu u Trnavi tiskala je Cantus Catholici isusovca Benedikta Szöllősija, katoličku pjesmaricu na slovačkome koja je ponovno potvrdila veze s ranijim djelima Ćirila i Metoda.
Osmanski ratovi, suparništvo između Austrije i Transilvanije i česti ustanci protiv Habsburške monarhije nanijeli su velika razaranja, osobito u ruralnim područjima. U austrijsko-turskome ratu (1663. – 1664.) turska vojska predvođena velikim vezirom devastirala je Slovačku. Usprkos tome, Thökölyjevi kuruci iz Kneževine Gornje Ugarske borili su se zajedno s Turcima protiv Austrijanaca i Poljaka pod vodstvom Ivana III. Sobieskog u bitci kod Beča 1683. Kako su se Turci povlačili iz Mađarske u kasnom 17. stoljeću, važnost teritorija koji je sačinjavao modernu Slovačku se smanjivala, iako je Pressburg zadržao svoj status glavnog grada Mađarske do 1848. kada je glavni grad vraćen u Budim.
Tijekom revolucije 1848. – 1849., Slovaci su podržavali austrijskog cara, nadajući se neovisnosti od mađarskoga dijela Dvojne Monarhije, ali nisu uspjeli postići svoj cilj. Nakon toga su se odnosi među narodima pogoršali (vidi mađarizacija), što je kulminiralo odcjepljenjem Slovačke od Mađarske nakon Prvoga svjetskog rata.

### Čehoslovačka (1918. – 1939.)
Dana 18. listopada 1918. Tomáš Garrigue Masaryk, Milan Rastislav Štefánik i Edvard Beneš proglasili su u Washingtonu neovisnost područja Češke, Moravske, Šleske, Gornje Ugarske i Karpatske Rutenije od Austro-Ugarskoga Carstva i ujedinili ih u zajedničku državu Čehoslovačku. Unutar novopostavljenih čehoslovačkih granica definiranih Ugovorom iz Saint Germaina i Ugovorom iz Trianona ostale su živjeti brojne manjine, najviše Nijemci, Slovaci, Mađari i Rusini. U razdoblju nakon svjetskoga rata, Čehoslovačka je svojim manjinama osigurala za to vrijeme prilično velika prava.
Tijekom međuratnoga razdoblja, demokratska Čehoslovačka bila je u savezu s Francuskom, Rumunjskom i Jugoslavijom, s kojima je formirala tzv. Malu Antantu, međutim, sigurnosno stanje bilo je nestabilno, jer su sporazumi iz Locarna iz 1925. ostavili otvorenom mogućnost revizije granica u Istočnoj Europi. I Česi i Slovaci uživali su u razdoblju relativnog prosperiteta. Došlo je do napretka ne samo u razvoju gospodarstva zemlje, već i u kulturi i obrazovanju. Ipak, Velika depresija uzrokovala je oštar ekonomski pad, praćen političkim poremećajima i nesigurnošću u Europi.
U 1930-ima Čehoslovačka je bila pod stalnim pritiskom revizionističke politike vlada Njemačke, Mađarske i Poljske koje su koristile argument navodno obespravljenih manjina u zemlji kao sredstvo pritiska. Tražila se revizija granica jer su Česi činili samo 43% stanovništva novouspostavljene države. Na posljetku je ovaj pritisak doveo do Münchenskoga sporazuma iz rujna 1938., koji je omogućio većinskim etničkim Nijemcima u Sudetskoj oblasti, pograničnom području Čehoslovačke, da se pridruže Njemačkoj. Preostale manjine pojačale su svoje pritiske za autonomijom, država se postupno federalizirala i osnovani su parlamenti u Slovačkoj i Ruteniji. Ostatak Čehoslovačke preimenovan je u Češko-Slovačku i Slovačkoj je obećan veći stupanj političke autonomije, što se, međutim, nije ostvarilo. U Prvoj bečkoj arbitraži u studenome 1938. Mađarska je anektirala dijelove južne i istočne Slovačke.

### Drugi svjetski rat (1939. – 1945.)
Nakon Münchenskoga sporazuma i Prve bečke arbitraže u režiji fašističkih država, nacistička Njemačka zaprijetila je aneksijom dijela Slovačke i dopustila da preostale regije podijele Mađarska ili Poljska, osim ako Slovačka proglasi neovisnost. Slovačka se stoga odcijepila od Češko-Slovačke u ožujku 1939. i pridružila se Hitlerovoj koaliciji po diktatu nacističke Njemačke. Ovim je odcjepljenjem stvorena prva slovačka država u povijesti. Vlada Prve Slovačke Republike, koju su vodili Jozef Tiso i Vojtech Tuka, bila je pod snažnim utjecajem Njemačke i postupno se pretvorila marionetsku državu.
U međuvremenu, čehoslovačka vlada u izgnanstvu nastojala je poništiti Münchenski sporazum i kasniju njemačku okupaciju Čehoslovačke te vratiti Republiku u granice iz 1937. godine. Vlada je djelovala iz Londona i mnoge su je zemlje protivnice nacizma priznale i smatrale legitimnom vladom Čehoslovačke tijekom Drugoga svjetskog rata.
Nacistička Njemačka provodila je progon Židova i na slovačkom teritoriju, gdje je između 75 000 i 80 000 Židova deportirano i odvedeno u njemačke logore smrti ne brojeći Židove iz južnih regija koje je pripojila Mađarska. Tisuće Židova, Roma i drugih politički nepoželjnih ljudi zatočeno je u slovačkim logorima za prisilni rad u Sereďu, Vyhneu i Novákyu. Slovački predsjednik Jozef Tiso iskoristio je svoje ovlasti i spriječio je deportaciju oko 1000 do 4000 ljudi davanjem predsjedničkih iznimaka proglasivši te ljude ključnima za ratno gospodarstvo. Pod Tisovom vladom i mađarskom okupacijom ubijena je velika većina prijeratnoga židovskog stanovništva Slovačke (između 75 000 i 105 000 ljudi, uključujući one koji su nestali s okupiranog područja). Slovačka država plaćala je Njemačkoj 500 RM po svakom deportiranom Židovu za "preobuku i smještaj" (sličnu, ali manju uplatu od 30 RM plaćala je Hrvatska).
Nakon što je postalo jasno da će sovjetska Crvena armija potisnuti naciste iz Istočne i Srednje Europe, protunacistički pokret otpora pokrenuo je krajem ljeta 1944. godine žestoku oružanu pobunu poznatu kao Slovački nacionalni ustanak. Uslijedila je krvava njemačka represija i gerilski rat. Nijemci i njihovi lokalni suradnici potpuno su uništili 93 sela i masakrirali tisuće civila, često stotine odjednom. Područje Slovačke oslobodile su sovjetske i rumunjske snage krajem travnja 1945.

### Vladavina komunističke partije (1948. – 1989.)
Poslije Drugoga svjetskog rata obnovljena je čehoslovačka država, a Jozef Tiso je pogubljen 1947. zbog suradnje s nacistima. Više od 80 000 Mađara i 32 000 Nijemaca bilo je prisiljeno napustiti Slovačku u valu preseljenja stanovništva kojeg su započeli saveznici na Potsdamskoj konferenciji. Od oko 130 000 karpatskih Nijemaca u Slovačkoj koliko ih je tamo živjelo 1938., do 1947. ostalo ih je samo oko 20 000.  NKVD je uhitio i deportirao u Sibir preko 20 000 ljudi.
Kao posljedica odluka na konferenciji u Jalti, Čehoslovačka je potpala pod utjecaj, a nakon državnoga udara 1948. godine i pod izravnu okupaciju Sovjetskoga Saveza i postala je dijelom Varšavskoga pakta. Od 1948. do 1953. 8240 ljudi otišlo je u logore na prisilni rad.
Godine 1968., nakon Praškoga proljeća, zemlju su okupirale snage Varšavskoga pakta (Narodna Republika Bugarska, Narodna Republika Mađarska, Narodna Republika Poljska i Sovjetski Savez, s izuzetkom Socijalističke Republike Rumunjske i Narodne Socijalističke Republike Albanije), čime je okončano razdoblje liberalizacije pod vodstvom Alexandera Dubčeka. Za vrijeme okupacije ubijeno je 137 čehoslovačkih civila i 500 ih je teško ranjeno.
Godine 1969. Čehoslovačka je postala federacija Češke Socijalističke Republike i Slovačke Socijalističke Republike, koje su činile Čehoslovačku Socijalističku Republku. Zemlja je postala marionetska država Sovjetskoga Saveza, ali nikada nije bila dijelom Sovjetskoga Saveza zadržavši formalnu neovisnost.
Granice sa Zapadom bile su zaštićene željeznom zavjesom. Od 1948. do 1989., oko 600 muškaraca, žena i djece ubijeno je na čehoslovačkoj granici s Austrijom i Zapadnom Njemačkom u pokušaju bijega.

### Slovačka Republika (1989. – danas)
Nakon kraja komunističke vladavine u Čehoslovačkoj 1989., tijekom mirne Baršunaste revolucije, ponovno je uslijedio raspad zemlje, ovoga puta na dvije države sljednice. Riječ "socijalistička" izbačena je iz imena dviju republika, a Slovačka socijalistička republika preimenovana je u Slovačku Republiku. Dana 17. srpnja 1992. Slovačka se na čelu s premijerom Vladimírom Mečiarom proglasila suverenom državom, što znači da su njezini zakoni imali prednost nad zakonima savezne vlade. Tijekom cijele jeseni 1992. Mečiar i češki premijer Václav Klaus pregovarali su o detaljima raspada federacije. U studenome je savezni parlament izglasao službenu podjelu zemlje na dvije suverene republike s 31. prosincem 1992. godine.
Slovačka Republika i Češka krenule su svojim putevima nakon 1. siječnja 1993., događaja koji se ponekad naziva Baršunasti razvod. Slovačka je ipak ostala blizak partner Češkoj. Obje zemlje surađuju s Mađarskom i Poljskom u Višegradskoj skupini. Slovačka je postala članica NATO-a 29. ožujka 2004. i Europske unije 1. svibnja 2004. godine. Slovačka je 1. siječnja 2009. usvojila euro kao svoju nacionalnu valutu. U 2019. Zuzana Čaputová postala je prva žena predsjednica Slovačke.

## Geografija
Slovačka je geografski smještena između 47° i 50° sjeverne širine i 16° i 23° istočne zemljopisne dužine. Slovački krajolik poznat je prvenstveno po svojemu planinskome reljefu, s Karpatima koji se protežu većim dijelom sjeverne polovice zemlje. U tom planinskome lancu najviši su vrhovi područja Fatra-Tatra (uključujući planine Tatre, Veliku Fatru i Malu Fatru), slovačke Rudne planine, Slovačko srednjogorje ili Beskide. Najveća nizina je plodna Podunavska nizina na jugozapadu, a zatim Istočna slovačka nizina na jugoistoku. Šume pokrivaju oko 41% površine Slovačke.

### Planine Tatre
Planine Tatre s 29 vrhova viših od 2500 metara nadmorske visine najviši su planinski lanac u Karpatima. Tatre zauzimaju površinu od 750 km², od čega je 600 km² smješteno u Slovačkoj. Tatre su podijeljene u nekoliko područja.
Na sjeveru, u blizini poljske granice, nalaze se Visoke Tatre koje su popularno odredište za planinarenje i skijanje i dom mnogima slikovitim jezerima i dolinama, kao i najvišoj točki u Slovačkoj, Gerlachovskýjevom štítu s 2655 metara nadmorske visine i za zemlju  simboličnom planinom Kriváň. Na zapadu su Zapadne Tatre s njihovim najvišim vrhom Bystrá na 2248 metara, a na istoku su površinski najmanje Belianske Tatre.
Dolinom rijeke Váh od Visokih Tatri odvojene su Niske Tatre, s najvišim vrhom Ďumbier na 2043 metara.
Planinski lanac Tatre prikazan je kao jedno od tri brda na grbu Slovačke.

### Nacionalni parkovi
U Slovačkoj postoji 9 nacionalnih parkova koji pokrivaju 6,5% kopnene površine Slovačke.
| Ime                              | Osnovan | Površina (km2 ) |
| -------------------------------- | ------- | --------------- |
| Nacionalni park Tatre            | 1949.   | 738             |
| Nacionalni park Niske Tatre      | 1978.   | 728             |
| Nacionalni park Veľká Fatra      | 2002.   | 404             |
| Nacionalni park Slovački krš     | 2002.   | 346             |
| Nacionalni park Poloniny         | 1997.   | 298             |
| Nacionalni park Malá Fatra       | 1988.   | 226             |
| Nacionalni park Muránska planina | 1998.   | 203             |
| Nacionalni park Slovački raj     | 1988.   | 197             |
| Nacionalni park Pieninsky        | 1967.   | 38              |

### Špilje
Slovačka je vrlo bogata podzemnim geološkim strukturama sa stotinama špilja ispod svojih planina, od kojih je 30 otvoreno za javnost. Trenutačno pet slovačkih špilja ima UNESCO-v status svjetske baštine. To su Ledena špilja Dobšiná, Domica, špilja Gombasek, špilja Jasovská i Ochtinská aragonitna špilja. Ostale špilje otvorene za javnost jesu špilja Belianska, Demänovská špilja slobode, Demänovská ledena špilja ili Bystrianska špilja.

### Rijeke
Većina rijeka izvire u slovačkim planinskim masivima. Neke rijeke teku duž slovačkoga teritorija, dok druge predstavljaju prirodnu granicu s okolnim državama (više od 620 km), primjerice Dunajec (17 km) na sjeveru, Dunav (172 km) na jugu ili Morava (119 km) na zapadu. Ukupna duljina rijeka na slovačkom teritoriju je 49 774 km.
Najduža rijeka u Slovačkoj je Váh (403 km), najkraća je Čierna voda. Ostale važne i velike rijeke su Myjava, Nitra (197 km), Orava, Hron (298 km), Hornád (193 km), Slaná (110 km), Ipeľ (232 km, koja čini granicu s Mađarskom), Bodrog, Laborec, Latorica i Ondava.
Najveći obujam istjecanja u slovačkim rijekama je tijekom proljeća, kada se snijeg otapa s planina. Jedina iznimka je Dunav, čiji je protok najveći ljeti kada u Alpama dolazi do otapanja snijega. Dunav je i najveća rijeka koja teče kroz Slovačku.

### Klima
Klima u Slovačkoj je umjerena kontinentalna klima s relativno toplim ljetima i hladnim, oblačnim i vlažnim zimama. Temperaturni ekstremi protežu se od -41 do 40,3°C, iako su temperature ispod −30°C rijetke. Vremenske prilike uvelike se razlikuju u planinskom sjevernom području od ravnica na jugu.
Najtoplije regije su Bratislava i južna Slovačka, gdje temperature mogu doseći i 30°C ljeti, rijetko do 39°C u Hurbanovu. Noću se temperature spuštaju i na 20°C. Prosječne dnevne temperature zimi su u rasponu od −5°C do 10°C. Noću može biti i mraz, ali temperature se obično ne spuštaju ispod −10 °C.
U Slovačkoj postoje četiri godišnja doba, svako godišnje doba (proljeće, ljeto, jesen i zima) traje tri mjeseca. Suhi kontinentalni zrak donosi ljetne vrućine i zimske mrazeve. Nasuprot tome, oceanski zrak donosi oborine i snižava ljetne temperature. U nizinama i kotlinama često bude magle, osobito zimi.
Proljeće počinje 21. ožujka i odlikuje se hladnim vremenom s prosječnom dnevnom temperaturom od 9°C u prvim tjednima i oko 14°C u svibnju i 17°C u lipnju. U Slovačkoj su vrijeme i klima u proljeće vrlo nestabilni.
Ljeto počinje 22. lipnja i obično ga karakterizira vruće vrijeme s dnevnim temperaturama iznad 30 stupnjeva celzijevih. Srpanj je najtopliji mjesec s temperaturama od 37 do 40°C, posebice u pokrajinama južne Slovačke: u urbanom području Komárno, Hurbanovo ili Štúrovo. Moguća je pojava pljuskova ili grmljavine donošenih ljetnim nevremenom koji se naziva Medardova kvapka (40 dana kiše). Ljeto u sjevernoj Slovačkoj obično je blago s temperaturama oko 25°C (niže u planinama).
Jesen u Slovačkoj počinje 23. rujna i uglavnom je odlikuju obilne kiše i vjetar, iako prvi tjedni mogu biti vrlo topli i sunčani. Prosječna temperatura u rujnu je oko 14°C, u studenome do 3°C. Kraj rujna i početak listopada je suho i sunčano doba godine (tzv. bablje ljeto).
Zima počinje 21. prosinca s temperaturama od −5 do −10°C. U prosincu i siječnju obično pada snijeg, to su najhladniji mjeseci u godini. Na nižim nadmorskim visinama snijeg se ne zadržava cijelu zimu, već prelazi u mraz i poledicu. Zime su hladnije u planinama, gdje snijeg obično potraje do ožujka ili travnja, a noćne temperature padaju do −20°C i niže.

### Bioraznolikost
Slovačka je potpisnica Konvencije o biološkoj raznolikosti u Rio de Janeiru 19. svibnja 1993., a ratificirala ju je 25. kolovoza 1994. Slovačka vlada izradila je Nacionalnu strategiju i akcijski plan biološke raznolikosti, koju je ratificirala 2. studenoga 1998.
Bioraznolikost Slovačke vrlo je velika u svim carstvima živoga svijeta, od životinja, gljiva, mikroorganizama i biljaka. Zemljopisni položaj Slovačke određuje bogatstvo raznolikosti flore i faune. Na njezinome području opisano je više od 11 000 biljnih vrsta, gotovo 29 000 životinjskih vrsta i preko 1000 vrsta praživotinja. Česta je i endemska bioraznolikost.
Slovačka je smještena u biomu umjerenih širokolisnih i mješovitih šuma i kopnenih ekoregija panonskih mješovitih šuma i karpatskih planinskih crnogoričnih šuma. S promjenom nadmorske visine biljne i životinjske zajednice formiraju visinske razine (hrast, bukva, smreka, bor i planinske livade). Šume prekrivaju oko 44% teritorija Slovačke. Zemlja je dobila srednju ocjenu indeksa integriteta šumskog krajolika 2019. od 4,34/10, što ju je svrstalo na 129. mjesto u svijetu od 172 zemlje. Što se tiče šumskih sastojina, 60% je bjelogorična šuma i 40% je crnogorica. Pojava životinjskih vrsta usko je povezana s odgovarajućim tipovima biljnih zajednica i staništa.
U Slovačkoj je zabilježeno preko 4000 vrsta gljiva. Od toga gotovo 1500 vrsta pripada lišajevima. Neke od ovih gljiva nedvojbeno su endemične, ali nije poznat broj endemičnih vrsta. Od vrsta koje tvore lišajeve, oko 40% je klasificirano kao ugroženo. Oko 7% je vjerojatno izumrlo, 9% ih je ugroženo, 17% ranjivo, a 7% su rijetkost. Status očuvanosti gljiva koje ne čine lišajeve u Slovačkoj nije dobro dokumentiran, ali postoji crveni popis ugroženosti za veće gljive.

## Vlast i politika
Slovačka je parlamentarna demokratska republika s višestranačkim sustavom. Posljednji parlamentarni izbori održani su 30. rujna 2023., a dva kruga predsjedničkih izbora održana su 30. ožujka i 6. travnja 2024.
Slovački šef države i formalni šef izvršne vlasti je predsjednik (trenutačno Peter Pellegrini), premda s vrlo ograničenim ovlastima. Predsjednik se bira izravnim glasovanjem po dvokružnom sustavu na mandat od pet godina. Većinu izvršne vlasti ima šef vlade, premijer (trenutačno Robert Fico), koji je obično vođa pobjedničke stranke i koji ima zadatak formirati većinsku koaliciju u parlamentu. Premijera imenuje predsjednik. Ostatak kabineta imenuje predsjednik na preporuku premijera.
Najviše zakonodavno tijelo Slovačke je jednodomno Nacionalno vijeće Slovačke Republike sa 150 mjesta (slovački: Národná rada Slovenskej republiky). Zastupnici se biraju na mandat od četiri godine na temelju razmjerne zastupljenosti.
Najviše pravosudno tijelo Slovačke je Ustavni sud Slovačke (slovački: Ústavný súd), koji odlučuje o ustavnim pitanjima. Trinaest članova ovoga suda imenuje predsjednik iz popisa kandidata koje imenuje parlament.
Ustav Slovačke Republike ratificiran je 1. rujna 1992., a stupio je na snagu 1. siječnja 1993. Izmijenjen je u rujnu 1998. kako bi se omogućio izravan izbor predsjednika i ponovno u veljači 2001. zbog zahtjeva za prijem u EU. Sustav građanskoga prava temelji se na austrougarskim zakonicima. Pravni zakonik je izmijenjen kako bi bio u skladu s obvezama Organizacije za europsku sigurnost i suradnju (OESS) i kako bi se izbrisala marksističko-lenjinistička pravna teorija. Slovačka s rezervom prihvaća obveznu nadležnost Međunarodnoga suda pravde.

### Međunarodni odnosi
Ministarstvo vanjskih i europskih poslova ima ulogu održavanja odnosa Slovačke Republike s inozemstvom i upravljanje njezinim međunarodnim diplomatskim misijama. Ravnatelj ministarstva je Ivan Korčok. Ministarstvo nadzire poslove Slovačke sa stranim subjektima, uključujući bilateralne odnose s pojedinim nacijama i predstavljanje države u međunarodnim organizacijama.

Slovačka se pridružila Europskoj uniji i NATO- u 2004., a eurozoni 2009. godine.
Slovačka je članica organizacije Ujedinjenih naroda (od 1993.) i sudjeluje u njezinim specijaliziranim agencijama. Država je 10. listopada 2005. izabrana na dvogodišnji mandat u Vijeću sigurnosti UN-a od 2006. do 2007. godine. Također je članica Schengenskoga prostora, Vijeća Europe, Organizacije za europsku sigurnost i suradnju (OESS), Svjetske trgovinske organizacije (WTO), Organizacije za ekonomsku suradnju i razvoj ( OECD), Sredozemne Unije, Europske organizacije za nuklearna istraživanja (CERN) i dio je Višegradske skupine (V4: Slovačka, Mađarska, Češka i Poljska).
Godine 2022. građani Slovačke imali su slobodu ulaska sa ili bez viza u 182 zemlje i teritorija, što je slovačku putovnicu stavilo na deveto mjesto po slobodi putovanja (poput litavskih i poljskih putovnica i iza 27 drugih zemalja) na Henleyevom indeksu putovnica.
Slovačka održava diplomatske odnose sa 134 zemlje, prvenstveno preko svoga Ministarstva vanjskih poslova. Od prosinca 2013. Slovačka je imala 90 misija u inozemstvu, uključujući 64 veleposlanstva, sedam misija pri multilateralnim organizacijama, devet generalnih konzulata, jedan konzularni ured, jedan slovački gospodarski i kulturni ured i osam slovačkih instituta. U Bratislavi postoje 44 veleposlanstva i 35 počasnih konzulata.

### Oružane snage
Predsjednik je formalno vrhovni zapovjednik slovačkih oružanih snaga.
Slovačka se pridružila NATO-u u ožujku 2004. Od 2006. vojska je reformirana u potpuno profesionalnu organizaciju i ukinut je obvezni vojni rok. Oružane snage Slovačke Republike broje 14 000 profesionalnih pripadnika.
Zemlja je aktivno sudjelovala u brojnim vojnim akcijama pod vodstvom SAD-a i NATO-a i uključena je u mnoge mirovne vojne misije Ujedinjenih naroda : UNPROFOR u Jugoslaviji (1992. – 1995.), UNOMUR u Ugandi i Ruandi (1993. – 1994.), UNAMIR u Ruandi (1993. – 1996.), UNTAES u Hrvatskoj (1996. 1 998.), UNOMIL u Liberiji (1993. -–1997.), MONUA u Angoli (1997. – 1999.), SFOR u Bosni i Hercegovini (1999. – 2003.), misiju OESS-a u Moldaviji (1998. – 2002.), misiju OESS-a u Albaniji (1999.), KFOR na Kosovu (1999. – 2002.), UNGCI u Iraku (2000. – 2003.), UNMEE u Etiopiji i Eritreji (2000. – 2004.), UNMISET u Istočnom Timoru (2001.), EUFOR Concordia u Sjevernoj Makedoniji (2003.), UNAMSIL u Sierra Leoneu (1999. – 2005.), akcija podrške EU-a Afričkoj uniji u Darfuru (2006.), operaciju Trajna sloboda u Afganistanu (2002. – 2005.), operaciju Iračka sloboda u Iraku (2003. – 2007.) i UNDOF na granicama Izraela i Sirije (1998. – 2008.).
Od 2021. Slovačka ima 169 vojnika raspoređenih na Cipru za potrebe misije UNFICYP, operacije potpore miru koje predvode Ujedinjeni narodi i 41 vojnika raspoređenog u Bosni i Hercegovini za misiju EUFOR Althea.
Slovačke kopnene snage čine dvije aktivne mehanizirane pješačke brigade. Snage zračne i protuzračne obrane čini jedno krilo lovaca, jedno krilo pomoćnih helikoptera i jedna brigada protuzračne obrane. Snage za obuku i potporu sastoje se od elementa nacionalne potpore (višenamjenske bojne, transportne bojne, remontne bojne), garnizonskih snaga glavnog grada Bratislave, kao i bojne za obuku, te razne logističke i komunikacijsko-informacijske baze. Razne snage pod izravnim zapovjedništvom Glavnog stožera uključuju i 5. pukovniju specijalnih postrojbi.

### Ljudska prava
Ljudska prava u Slovačkoj zajamčena su Ustavom Slovačke iz 1992. i nizom međunarodnih zakona potpisanih u Slovačkoj između 1948. i 2006.
Prema Europskom centru za prava Roma (ERRC), Romi u Slovačkoj "podnose rasizam na tržištu rada, stanovanja i obrazovanja i često su podvrgnuti prisilnim deložacijama, zastrašivanju od strane ekstremističkih skupina, nerazmjernim razinama policijskoga nasilja i suptilnijim oblicima diskriminacije."

### Upravna podjela
Slovačka je podijeljena na 8 krajeva, od kojih je svaki dobio ime po svome glavnom gradu. Regije uživaju određeni stupanj autonomije od 2002. Samoupravna tijela Slovačke nazivaju se samoupravne regije ili krajevi (jed. samosprávny kraj, mn. samosprávne kraje) ili teritorijalne jedinice višeg reda (jed. vyšší územný celok, mn. vyššie územné celky, skr. VÚC).
Osam slovačkih krajeva jesu:
1. Bratislavský kraj – sjedište: Bratislava
2. Trnavský kraj – sjedište: Trnava
3. Trenčiansky kraj – sjedište: Trenčín
4. Nitriansky kraj – sjedište: Nitra
5. Žilinský kraj – sjedište: Žilina
6. Banskobystrický kraj – sjedište: Banská Bystrica
7. Prešovský kraj – sjedište: Prešov
8. Košický kraj – sjedište: Košice

Krajevi su dalje podijeljeni na okrese (obično se prevode kao okruzi). Slovačka trenutno ima 79 okruga.
Okresi se dalje dijele na obece (obično se prevode kao općine). Trenutno postoji 2890 općina.
Prema stupnju gospodarske razvijenosti i stopi nezaposlenosti, zapadne su regije bogatije od istočnih. Bratislava je treća najbogatija regija Europske unije prema BDP-u (PPP) po glavi stanovnika (nakon Hamburga i Luksemburga), a BDP po paritetu kupovne moći je oko tri puta veći nego u drugim slovačkim regijama.

## Gospodarstvo
Slovačko gospodarstvo je razvijeno gospodarstvo s visokim dohotkom i BDP-om po stanovniku na razini 78% prosjeka Europske unije u 2018. Zemlja ima poteškoća s rješavanjem regionalnih neravnoteža u bogatstvu i zapošljavanju. BDP po glavi stanovnika kreće se od 188% prosjeka EU u Bratislavi do 54% u istočnoj Slovačkoj. Iako je regionalna nejednakost u prihodima velika, 90% građana posjeduje svoje domove.
OECD je 2017. izvijestio:
Slovačka Republika nastavlja pokazivati snažne gospodarske rezultate, sa snažnim rastom podržanim zdravim financijskim sektorom, niskim javnim dugom i visokom međunarodnom konkurentnošću koja se oslanja na velika unutarnja ulaganja.
Slovačku je 2021. Međunarodni monetarni fond rangirao kao 45. najbogatiju zemlju na svijetu (od 226 zemalja i teritorija), s paritetom kupovne moći po glavi stanovnika od 34 815 američkih dolara BDP-a. Nekada su zemlju nazivali "Tatranskim tigrom". Slovačka se uspješno transformirala iz planskog gospodarstva u tržišno vođeno gospodarstvo. Dovršene su velike privatizacije, bankarski sektor gotovo je u potpunosti u privatnim rukama, a strana su ulaganja porasla.
Prema podacima iz 2021., sa samo 5 milijuna stanovnika, Slovačka je 61. najveće gospodarstvo u svijetu u apsolutnom iznosu BDP-a (od 216 zemalja i teritorija). Slovačko gospodarstvo jedno je od najbrže rastućih gospodarstava u Europi i 3. najbrže u eurozoni (2017.). U 2016. više od 86% slovačkoga izvoza bilo je plasirano u Europsku uniju, a više od 50% slovačkoga uvoza došlo je iz drugih država članica Europske unije.
Omjer državnoga duga i BDP-a u Slovačkoj dosegnuo je 49,4% do kraja 2018., daleko ispod prosjeka OECD-a.
Nezaposlenost, koja je dosegla vrhunac od 19% krajem 1999., smanjila se na 4,9% u 2019., što je najniža zabilježena stopa u slovačkoj povijesti.
Slovačka je prihvatila euro kao svoju valutu 1. siječnja 2009. kao 16. članica eurozone. Europska komisija odobrila je euro u Slovačkoj 7. svibnja 2008. Slovačka kruna revalorizirana je 28. svibnja 2008. na 30,126 za 1 euro, što je također bio tečaj u trenutku prijelaza na euro.
Slovačka vlada potiče strane investicije jer su one jedna od pokretačkih snaga slovačkoga gospodarstva. Slovačka je privlačna zemlja za strane ulagače uglavnom zbog niskih plaća, niskih poreznih stopa, dobro obrazovane radne snage, povoljnoga zemljopisnog položaja u srcu Srednje Europe, snažne političke stabilnosti i dobrih međunarodnih odnosa ojačanih pristupanjem zemlje Europskoj uniji. Neke regije, uglavnom na istoku Slovačke, nisu uspjele privući veća ulaganja, što je pogoršalo regionalne razlike u mnogim gospodarskim i društvenim područjima. Priljev izravnih stranih ulaganja porastao je za više od 600% u odnosu na 2000. i kumulativno dosegao najveću vrijednost svih vremena od 17,3 milijardi USD u 2006., ili oko 22 000 dolara po stanovniku do kraja 2008.
Slovačka je na 45. mjestu od 190 gospodarstava u smislu lakoće poslovanja, prema Izvješću Svjetske banke o poslovanju za 2020. i na 57. mjestu od 63 zemlje i teritorija u pogledu konkurentnosti gospodarstva, prema Godišnjem izvješću o svjetskoj konkurentnosti za 2020.

### Industrija
Iako slovački BDP uglavnom dolazi iz tercijarnog (uslužnog) sektora, industrijski sektor također igra važnu ulogu u njezinome gospodarstvu. Glavni industrijski sektori su automobilska industrija i elektrotehnika. Od 2007. Slovačka je najveći svjetski proizvođač automobila po glavi stanovnika, s ukupno 1 090 000 automobila proizvedenih u zemlji samo u 2018. godini. Oko 275 000 ljudi zaposleno je izravno i neizravno u automobilskoj industriji. Trenutno postoje četiri tvornice za sklapanje automobila: Volkswagenova u Bratislavi (modeli: Volkswagen Up, Volkswagen Touareg, Audi Q7, Audi Q8, Porsche Cayenne, Lamborghini Urus), PSA Peugeot Citroën u Trnavi (modeli: Peugeot 208, Citroën C3 Picasso), tvornica Kia Motors u Žilini (modeli: Kia Cee'd, Kia Sportage, Kia Venga) i Jaguar Land Rover u Nitri (model: Land Rover Discovery). Hyundai Mobis u Žilini je najveći dobavljač za automobilsku industriju u Slovačkoj.
Od kompanija za elektrotehniku, Foxconn ima tvornicu za proizvodnju LCD televizora u Nitri, a Samsung ima pogone za proizvodnju računalnih monitora i televizora  u Galanti. Slovnaft sa sjedištem u Bratislavi i 4000 zaposlenih je rafinerija nafte s kapacitetom prerade od 5,5 do 6 milijuna tona sirove nafte godišnje. Proizvođač čelika US Steel u Košicama najveći je poslodavac na istoku Slovačke s 12 000 zaposlenika.
ESET je informatička sigurnosna tvrtka iz Bratislave s više od 1000 zaposlenika diljem svijeta. Njihove podružnice su u Sjedinjenim Državama, Irskoj, Ujedinjenom Kraljevstvu, Argentini, Češkoj, Singapuru i Poljskoj. Posljednjih su godina u Bratislavi prosperirala uslužna i visokotehnološka poduzeća. Mnoge globalne tvrtke, uključujući IBM, Dell, Lenovo, AT&T, SAP i Accenture, ovdje su izgradile outsourcing i servisne centre. Razlozi za priljev multinacionalnih korporacija jesu blizina Zapadne Europe, kvalificirana radna snaga i velika gustoća sveučilišta i istraživačkih objekata. Druge velike tvrtke i poslodavci sa sjedištem u Bratislavi jesu Amazon, Slovak Telekom, Orange Slovensko, Slovenská sporiteľňa, Tatra banka, Doprastav, Hewlett-Packard Slovakia, Henkel Slovensko, Slovenský plynárenský priemysel, Microsoft Slovakia, Mondelez Slovakia, Whirlpool Slovakia i Zurich Insurance Group Slovačka.
Zemljopisni položaj Bratislave u Srednjoj Europi dugo je činio Bratislavu raskrižjem međunarodnoga trgovačkog prometa. Razni drevni trgovački putovi, poput Jantarskoga puta i plovnoga puta Dunava, prelazili su preko teritorija današnje Bratislave. Danas je Bratislava cestovno, željezničko, vodeno i zračno čvorište.

### Proizvodnja energije
U 2012. godini Slovačka je proizvela ukupno 28 393 GWh električne energije dok je u isto vrijeme potrošila 28 786 GWh. Nešto viša razina potrošnje od kapaciteta proizvodnje (-393 GWh) značila je da zemlja nije bila samodostatna u izvorima energije. Slovačka je električnu energiju uglavnom uvozila iz Češke (9 961 GWh – 73,6% ukupnog uvoza), a izvozila uglavnom u Mađarsku (10 231 GWh – 78,2% ukupnog izvoza).
Nuklearna energija čini 53,8% ukupne proizvodnje električne energije u Slovačkoj, zatim slijedi 18,1% termoenergija, 15,1% hidroenergija, 2% solarna energija, 9,6% ostali izvori, a ostatak od 1,4% se uvozi.
Dvije nuklearne elektrane u Slovačkoj nalaze se u mjestima Jaslovské Bohunice i Mochovce, a svaka od njih ima dva operativna reaktora. Prije ulaska Slovačke u EU 2004., vlada je pristala isključiti V1 blok elektrane Jaslovské Bohunice, izgrađene 1978. Nakon što je 2008. deaktivirao posljednji od dva reaktora bloka V1, Slovačka je prestala biti samodostatna u proizvodnji energije. Trenutno postoji još jedan blok (V2) s dva aktivna reaktora u Jaslovskim Bohunicama. Planirano je da se reaktori stave izvan funkcije do 2025. godine. Dva su nova reaktora u izgradnji u elektrani Mochovce. Proizvodnja nuklearne energije u Slovačkoj povremeno privlači pozornost austrijskih aktivista za zelenu energiju koji organiziraju prosvjede i blokiraju granice između dviju zemalja. 

### Promet
Postoje četiri glavne autoceste u Slovačkoj označene oznakama D1 do D4 i osam brzih cesta R1 do R8. Neke od njih još su u izgradnji.
Autocesta D1 povezuje Bratislavu s Trnavom, Nitrom, Trenčinom, Žilinom i dalje, dok je autocesta D2 povezuje s Pragom, Brnom i Budimpeštom u smjeru sjever-jug. Veći dio autoceste D4 (vanjska obilaznica), koja ima funkciju smanjenja prometnoga pritiska na sustav autocesta u Bratislavi otvoren je 2020. Autocesta A6 do Beča povezuje Slovačku izravno sa sustavom austrijskih autocesta i otvorena je 19. studenoga 2007. 
Slovačka ima tri međunarodne zračne luke. Zračna luka M. R. Štefánik u Bratislavi glavna je i najveća međunarodna zračna luka. Smještena je sjeveroistočno od središta grada i opslužuje civilne redovite i izvanredne domaće i međunarodne letove. Sadašnje uzletno-sletne staze podržavaju slijetanje svih uobičajenih tipova zrakoplova koji su trenutno u uporabi. Zračna luka posljednjih godina bilježi brzi porast prometa putnika. Promet putnika je porastao s  279 028 putnika u 2000. na 2 292 712 u 2018. Međunarodna zračna luka Košice je zračna luka koja opslužuje grad i šire područje Košica i druga je po veličini međunarodna zračna luka u Slovačkoj. Zračna luka Poprad–Tatry treća je najprometnija zračna luka i nalazi se 5 km zapadno-sjeverozapadno od skijališta Poprad. To je zračna luka s jednom od najviših nadmorskih visina u srednjoj Europi (718 m), što je 150 m više od zračne luke Innsbruck u Austriji.
Željeznice Slovačke Republike pružaju usluge željezničkoga prijevoza na nacionalnim i međunarodnim linijama.
Luka Bratislava jedna je od dvije međunarodne riječne luke u Slovačkoj. Luka povezuje Bratislavu s međunarodnim brodskim prometom, posebice međuvezom od Sjevernoga do Crnoga mora preko kanala Rajna – Majna – Dunav. Osim toga teretnoga prometa, turistički brodovi prometuju iz bratislavske putničke luke, uključujući rute do Devína, Beča i drugdje. Luka Komárno druga je najveća riječna luka u Slovačkoj s površinom od preko 20 hektara i nalazi se otprilike 100 km istočno od Bratislave. Nalazi se na ušću dviju rijeka: Dunava i Váha.

### Turizam
Slovačka je bogata prirodnim krajolicima, planinama, špiljama, srednjovjekovnim dvorcima i gradovima, tradicionalnom arhitekturom, toplicama i skijalištima. Više od 5,4 milijuna turista posjetilo je Slovačku u 2017. Najatraktivnije destinacije su glavni grad Bratislava i Visoke Tatre. Najviše posjetitelja dolazi iz Češke (oko 26%), Poljske (15%) i Njemačke (11%).
Slovačka ima mnogo dvoraca, od kojih je većina ruševna. Najpoznatiji dvorci jesu dvorac Bojnice (često korišten kao lokacija snimanja filmova), dvorac Spiš (na popisu UNESCO-a), dvorac Orava, bratislavski dvorac i ruševine dvorca Devín. Dvorac Čachtice nekoć je bio dom najokrutnije serijske ubojice na svijetu, "Krvave dame", Elizabeth Báthory.
Položaj Slovačke u Europi i prošlost zemlje (dio Kraljevine Mađarske, Habsburške monarhije i Čehoslovačke) učinili su mnoge gradove i mjesta sličnim gradovima u Češkoj (poput Praga), Austriji (poput Salzburga) ili Mađarskoj (poput Budimpešte). U mnogim je gradovima sačuvana povijesna jezgra s barem jednim trgom. Velika povijesna središta nalaze se u Bratislavi, Trenčinu, Košicama, Banskoj Štiavnici, Levoči i Trnavi. Povijesni centri posljednjih godina prolaze kroz značajnu obnovu.
Povijesne crkve mogu se pronaći u gotovo svakom selu i gradu u Slovačkoj. Većina ih je izgrađena u baroknome stilu, ali ima i mnogo primjera romaničke i gotičke arhitekture, primjerice Banská Bystrica, Bardejov i Spišská Kapitula. Bazilika svetog Jakova u Levoči s najvišim oltarom na svijetu izrađenim od drveta i crkva Svetog Duha u Žehri sa srednjovjekovnim freskama dio su UNESCO-ve svjetske baštine. Katedrala svetog Martina u Bratislavi služila je kao krunidbena crkva za Kraljevinu Ugarsku. Najstarije sakralne građevine u Slovačkoj potječu iz velikomoravskoga razdoblja u 9. stoljeću.
Vrlo dragocjene građevine su crkve sjeverne i sjeveroistočne Slovačke u potpunosti izgrađene od drva. Većinu su od 15. stoljeća nadalje izgradili katolici, luterani i pripadnici crkava istočnoga obreda.
Turizam je jedan od ključnih sektora slovačkoga gospodarstva, iako još uvijek nedovoljno razvijen. Temelji se na domaćem turizmu, budući da su većina turista slovački državljani i rezidenti koji putuju u slobodno vrijeme unutar zemlje. Bratislava, te Visoke i Niske Tatre najprometnije su turističke destinacije. Druga popularna turistička odredišta su gradovi i mjesta Košice, Banská Štiavnica ili Bardejov, te brojni nacionalni parkovi, poput Nacionalnoga parka Pieniny Malá i Nacionalnoga parka Veľká Fatra, Nacionalnoga parka Poloniny ili Nacionalnoga parka Slovački raj, između ostalih.
Mnogo je dvoraca smješteno diljem zemlje. Neki od najpopularnijih su dvorac Bojnice, dvorac Spiš, dvorac Stará Ľubovňa, dvorac Krásna Hôrka, dvorac Orava (gdje su snimljene mnoge scene Nosferatua), dvorac Trenčín i bratislavski dvorac, te ruševni dvorci poput dvorca Beckov, Devínske tvrđave, dvorca Šariš, dvorca Považie i dvorca Strečno (gdje je snimljen film Dragonheart).
Špilje otvorene za javnost uglavnom se nalaze u sjevernoj Slovačkoj. Špilja Driny jedina je špilja u zapadnoj Slovačkoj otvorena za javnost. Ledena špilja Dobšiná, ledena špilja Demänovská, Demänovská špilja slobode, Beljanska špilja ili špilja Domica među najpopularnijim su turističkim destinacijama. Aragonitna špilja Ochtinská, smještena u središnjoj Slovačkoj, jedna je od samo tri aragonitne špilje na svijetu. U Slovačkoj se nalaze tisuće špilja, od kojih je trinaest otvoreno za javnost.
Slovačka je poznata i po brojnim toplicama. Piešťany je najveće i najprometnije lječilište u zemlji, koje privlači mnoge posjetitelje iz zemalja Perzijskoga zaljeva, uglavnom Ujedinjenih Arapskih Emirata, Katara, Kuvajta i Bahreina. Bardejov, Trenčianske Teplice, Turčianske Teplice i Rajecké Teplice druga su velika lječilišta. Neka poznata manja lječilišta i sela između ostalih su Štós, Číž, Dudince, Kováčová, Nimnica, Smrdáky, Lúčky i Vyšné Ružbachy.
Tipični suveniri iz Slovačke su lutke u narodnim nošnjama, predmeti od keramike, kristalno staklo, rezbarene drvene figure, črpáki (drveni vrčevi), fujare (narodno glazbalo na popisu UNESCO-a) i valaške (ukrašene narodne sjekire), te prije svega proizvodi izrađeni od komušine i žice, osobito ljudske figure. Suveniri se mogu kupiti u trgovinama koje vodi državna organizacija ÚĽUV (Ústredie ľudovej umeleckej výroby – Centar za proizvodnju narodne umjetnosti). Lanac trgovina Dielo prodaje djela slovačkih umjetnika i obrtnika. Ove se trgovine uglavnom nalaze u gradovima.
Cijene uvoznih proizvoda uglavnom su jednake onima u susjednim zemljama, dok su cijene domaćih proizvoda i usluga, posebice hrane, obično niže.

### Znanost
Slovačka akademija znanosti je od 1953. godine najvažnija znanstveno-istraživačka institucija u zemlji. Slovaci su tijekom povijesti dali značajan znanstveni i tehnički doprinos. Slovačka je trenutno u pregovorima o članstvu u Europskoj svemirskoj agenciji. Status promatrača dodijeljen je 2010. godine, kada je Slovačka potpisala Opći sporazum o suradnji u kojemu su podijeljene informacije o tekućim obrazovnim programima i Slovačka je pozvana na razne pregovore ESA-e. Slovačka je 2015. godine potpisala Ugovor sa europskim državama suradnicama na temelju kojega se Slovačka obvezala na program financijskoga ulaska pod nazivom PECS (Plan za europske države suradnice) koji služi kao priprema za punopravno članstvo. Slovačke istraživačke i razvojne organizacije mogu se prijaviti za financiranje projekata u svemirskim tehnologijama. Punopravno članstvo Slovačke u ESA-i očekuje se 2020. nakon potpisivanja ESA konvencije. Slovačka će biti obvezna odrediti državni proračun koji uključuje ESA financiranje. Slovačka je 2021. bila na 33. mjestu u Globalnome indeksu inovacija.

## Demografija
| Godina:     | 1994.     | 2004.     | 2014.     | 2024.     |
| ----------- | --------- | --------- | --------- | --------- |
| Broj ljudi: | 5 356 207 | 5 384 822 | 5 421 349 | 5 419 451 |
| Razlika:    |           | +0,53 %   | +0,67 %   | −0,03 %   |

| Godina:     | 2023.     | 2024.     |
| ----------- | --------- | --------- |
| Broj ljudi: | 5 424 687 | 5 419 451 |
| Razlika:    |           | −0,09 %   |

| Najveći gradovi u Slovačkoj (2024.) | Najveći gradovi u Slovačkoj (2024.) | Najveći gradovi u Slovačkoj (2024.) | Najveći gradovi u Slovačkoj (2024.) | Najveći gradovi u Slovačkoj (2024.) | Najveći gradovi u Slovačkoj (2024.) | Najveći gradovi u Slovačkoj (2024.) | Najveći gradovi u Slovačkoj (2024.) | Najveći gradovi u Slovačkoj (2024.) | Najveći gradovi u Slovačkoj (2024.) |
|                                     | Poredak                             |                                     | Kraj                                | Pop.                                | Poredak                             |                                     | Kraj                                | Stan.                               |                                     |
| ----------------------------------- | ----------------------------------- | ----------------------------------- | ----------------------------------- | ----------------------------------- | ----------------------------------- | ----------------------------------- | ----------------------------------- | ----------------------------------- | ----------------------------------- |
| Bratislava Košice                   | 1                                   | Bratislava                          | Bratislavský kraj                   | 479 389                             | 11                                  | Prievidza                           | Trenčiansky kraj                    | 42 429                              | Prešov Žilina                       |
| Bratislava Košice                   | 2                                   | Košice                              | Košický kraj                        | 223 678                             | 12                                  | Zvolen                              | Banskobystrický kraj                | 39 175                              | Prešov Žilina                       |
| Bratislava Košice                   | 3                                   | Prešov                              | Prešovský kraj                      | 81 702                              | 13                                  | Považská Bystrica                   | Trenčiansky kraj                    | 36 961                              | Prešov Žilina                       |
| Bratislava Košice                   | 4                                   | Žilina                              | Žilinský kraj                       | 80 257                              | 14                                  | Nové Zámky                          | Nitriansky kraj                     | 36 002                              | Prešov Žilina                       |
| Bratislava Košice                   | 5                                   | Nitra                               | Nitriansky kraj                     | 75 945                              | 15                                  | Michalovce                          | Košický kraj                        | 35 310                              | Prešov Žilina                       |
| Bratislava Košice                   | 6                                   | Banská Bystrica                     | Banskobystrický kraj                | 73 533                              | 16                                  | Spišská Nová Ves                    | Košický kraj                        | 34 255                              | Prešov Žilina                       |
| Bratislava Košice                   | 7                                   | Trnava                              | Trnavský kraj                       | 63 180                              | 17                                  | Komárno                             | Nitriansky kraj                     | 31 880                              | Prešov Žilina                       |
| Bratislava Košice                   | 8                                   | Trenčin                             | Trenčiansky kraj                    | 54 130                              | 18                                  | Levice                              | Nitriansky kraj                     | 30 556                              | Prešov Žilina                       |
| Bratislava Košice                   | 9                                   | Martin                              | Žilinský kraj                       | 50 346                              | 19                                  | Humenné                             | Prešovský kraj                      | 29 567                              | Prešov Žilina                       |
| Bratislava Košice                   | 10                                  | Poprad                              | Prešovský kraj                      | 48 352                              | 20                                  | Bardejov                            | Prešovský kraj                      | 29 788                              | Prešov Žilina                       |

 Broj stanovnika u Slovačkoj iznosi oko 5,4 milijuna i čine ga uglavnom Slovaci. Prosječna gustoća naseljenosti je 110 stanovnika po km2. Prema popisu iz 2021., većinu stanovnika Slovačke čine Slovaci (83,82%), a Mađari su najveća nacionalna manjina (7,75%). Ostale etničke skupine jesu Romi (1,23%), Česi (0,53%), Rusini (0,44%) i drugi ili neodređeni (6,1%).
U 2018. prosječna dob slovačkoga stanovništva bila je 41 godina.

### Jezik
Službeni jezik u državi je slovački, koji pripada skupini zapadnoslavenskih jezika. Mađarski je široko rasprostranjen u južnim regijama, a rusinski se koristi u nekim dijelovima sjeveroistoka. Manjinski jezici uživaju status službenoga jezika u općinama u kojima veličina manjinskog stanovništva prelazi zakonski prag od 15% u dva uzastopna popisa stanovništva.
Slovačka je pri vrhu zemalja EU po poznavanju stranih jezika. Godine 2007. 68% stanovništva u dobi od 25 do 64 godine tvrdilo je da govori dva ili više stranih jezika, što je smješta na drugo mjesto u Europskoj uniji. Najpoznatiji strani jezik u Slovačkoj je češki. Eurostatovo izvješće također pokazuje da 98,3% slovačkih učenika u višem srednjoškolskom obrazovanju uči dva strana jezika, što je visoko u odnosu na prosjek od 60,1% u Europskoj uniji. Prema istraživanju Eurobarometra iz 2012. godine, 26% stanovništva tečno govori engleski, slijede njemački (22%) i ruski (17%).
Zajednica gluhih koristi slovački znakovni jezik. Iako su govorni češki i slovački slični, slovački znakovni jezik nije osobito blizak češkom znakovnom jeziku. 

### Religija
Slovački ustav jamči slobodu vjeroispovijesti svim svojim građanima. Godine 2021. 55,8% stanovništva izjasnilo se kao rimokatolici, 5,3% kao luterani, 1,6% kao kalvinisti, 4% kao grkokatolici, 0,9% kao pravoslavci, 23,8% izjasnilo se kao ateisti ili nereligiozni, a 6,5% odbilo je odgovoriti na pitanje o svojoj vjeri. Godine 2004. oko jedne trećine članova crkve redovito je pohađalo bogoslužja. Slovačka grkokatolička crkva je katolička crkva istočnoga obreda sui iuris. Prije Drugoga svjetskog rata, procjenjuje se da je u Slovačkoj živjelo 90 000 Židova (1,6% stanovništva), ali većina ih je ubijena tijekom holokausta. Nakon daljnjeg smanjenja zbog poslijeratne emigracije i asimilacije, danas je ostalo samo oko 2300 Židova (0,04% stanovništva).
U Slovačkoj postoji 18 državno registriranih religija, od kojih je 16 kršćanskih, jedna je židovska i jedna je Baháʼí vjera. Godine 2016. dvotrećinska većina slovačkoga parlamenta usvojila je novi prijedlog zakona koji bi spriječio islam i druge vjerske organizacije da postanu državno priznate religije udvostručenjem minimalnoga praga sljedbenika s 25 000 na 50 000, međutim, tadašnji slovački predsjednik Andrej Kiska stavio je veto na zakon. Godine 2010. procjenjuje se da je u Slovačkoj bilo 5000 muslimana, što je predstavljalo manje od 0,1% stanovništva zemlje. Slovačka je jedina država članica Europske unije koja nema nijednu džamiju.

### Obrazovanje
Obrazovanje u Slovačkoj obavezno je od 6. do 16. godine. Obrazovni sustav čini osnovna škola koja je podijeljena u dva dijela, prvi razred (dob 6 do 10 godina) i drugi razred (dob 10 do 15 godina) koji se završava polaganjem nacionalnoga ispitivanja pod nazivom Monitor, iz slovačkoga jezika i matematike. Roditelji mogu podnijeti zahtjev za materijalnu pomoć za dijete koje pohađa osnovnu ili srednju školu. Ako je odobreno, država osigurava osnovne potrepštine za učenje. Škole svim svojim učenicima osiguravaju udžbenike uz iznimke udžbenika za učenje stranog jezika i udžbenika koji zahtijevaju vođenje bilješki, a kojih ima najviše u prvome razredu osnovne škole.
Nakon završene osnovne škole učenici su obavezni pohađati jednu godinu srednje škole.
Nakon završetka srednje škole učenici mogu nastaviti sveučilišno obrazovanje te ih se potiče da to i učine. Slovačka ima širok izbor sveučilišta. Najveće je Sveučilište Komenskog, osnovano 1919. Iako to nije prvo sveučilište ikada osnovano na slovačkome teritoriju, to je najstarije sveučilište koje je još uvijek akademski djeluje. Većina sveučilišta u Slovačkoj javno se financiraju i svatko se može prijaviti. Svaki građanin ima pravo na besplatno obrazovanje u državnim školama.
Slovačka ima nekoliko privatno financiranih sveučilišta, međutim, javna sveučilišta postojano postižu bolje rezultate u odnosu na privatna. Sveučilišta imaju različite kriterije za izbor studenata, a svaki se kandidat može prijaviti na neograničeni broj sveučilišta.

## Državni praznici (neradni dani)
| datum        | hrvatski naziv                        | lokalni naziv                           | napomene |
| ------------ | ------------------------------------- | --------------------------------------- | --- |
| 1. siječnja  | Dan osnivanja Slovačke Republike      | Deň vzniku Slovenskej republiky         | Slovačka je stekla neovisnost 1993. godine, nakon raspada Čehoslovačke                                                                |
| 6. siječnja  | Sveta tri kralja                      | Zjavenie Pána                           | |
| klizni datum | Veliki petak                          | Veľký piatok                            | dva dana prije Uskrsa |
| klizni datum | Uskrsni ponedjeljak                   | Veľkonočný pondelok                     | dan nakon Uskrsa |
| 1. svibnja   | Praznik rada                          | Sviatok práce                           | |
| 8. svibnja   | Dan pobjede nad fašizmom              | Deň víťazstva nad fašizmom              | kraj 2. svjetskog rata |
| 5. srpnja    | Dan Ćirila i Metoda                   | Sviatok svätého Cyrila a Metoda         | godine 863. sveci Ćiril i Metod došli su u Veliku Moravsku da šire kršćanstvo                                                         |
| 29. kolovoza | Obljetnica slovačkog narodnog ustanka | Výročie Slovenského národného povstania | Slovaci su 1944. podigli ustanak protiv nacističke Njemačke                                                                           |
| 1. rujna     | Dan slovačkog ustava                  | Deň Ústavy Slovenskej republiky         | godine 1992. usvojen je ustav (buduće) neovisne Slovačke                                                                              |
| 15. rujna    | Žalosna Gospa                         | Sviatok Sedembolestnej Panny Márie      | svetica zaštitnica Slovačke |
| 1. studenog  | Svi sveti                             | Sviatok všetkých svätých                | |
| 17. studenog | Dan borbe za slobodu i demokraciju    | Deň boja za slobodu a demokraciu        | u spomen na studentske demonstracije protiv nacističke okupacije 1939. i demonstracije 1989. koje su pokrenule Baršunastu revoluciju. |
| 24. prosinca | Badnjak                               | Štedrý deň                              | |
| 25. prosinca | Božić                                 | 1. sviatok vianočný                     | |
| 26. prosinca | Sveti Stjepan                         | 2. sviatok vianočný                     | |

## Kultura

### Narodni običaji
Narodna tradicija snažno se ukorijenila u Slovačkoj i odražava se u književnosti, glazbi, plesu i arhitekturi. Najbolji primjer je slovačka državna himna, „Nad Tatrou sa blýska”, koja se temelji na melodiji iz narodne pjesme “Kopala studienku”.
Najznačajnija manifestacija slovačke folklorne kulture je Festival folklora „Východná”. To je najstariji i najveći nacionalni festival s međunarodnim sudjelovanjem koji se svake godine održava u mjestu Východná. Slovačku obično predstavljaju mnoga društva, ali najznačajniji je SĽUK (Slovenský ľudový umelecký kolektív, Slovački folklorni kolektiv). SĽUK je najveća slovačka folklorna umjetnička skupina koja nastoji očuvati folklornu tradiciju.
Primjer drvene narodne arhitekture u Slovačkoj može se vidjeti u dobro očuvanome selu Vlkolínec koje je od 1993. zaštićeno kao UNESCO-va svjetska baština. Regija Prešov čuva najistaknutije narodne drvene crkve na svijetu. Većina ih je zaštićena slovačkim zakonom kao kulturna baština, ali neke od njih su i na popisu UNESCO-a u Bodružalu, Hervartovu, Ladomirovi i Ruskoj Bystri.
Najpoznatiji slovački junak mnogih narodnih mitova je Juraj Jánošík, za kojega legenda kaže da je uzimao od bogatih i davao siromašnima. Jánošíkov život opisan je u nizu književnih djela i mnogih filmova tijekom 20. stoljeća. Jedan od najpopularnijih je film Jánošík redatelja Martina Friča iz 1935.

### Likovna umjetnost
Likovna umjetnost u Slovačkoj predstavljena je kroz slikarstvo, crtež, grafiku, ilustraciju, umjetnost i obrt, skulpturu, fotografiju ili konceptualnu umjetnost. Slovačka nacionalna galerija, osnovana 1948., najveća je mreža galerija u Slovačkoj. Dvije značajne umjetničke postave u Bratislavi nalaze se u palači Esterházy (Esterházyho palác) i Vodnoj vojarni (Vodné kasárne), jedna uz drugu. Nalaze se na obali Dunava u Starom gradu.
Gradska galerija Bratislava, osnovana 1961., druga je najveća slovačka galerija te vrste. Pohranjuje oko 35 000 djela slovačke međunarodne umjetnosti i nudi stalne postave u palači Pálffy i palači Mirbach, smještenoj u starome gradu. Muzej umjetnosti "Danubiana", jedan od najmlađih muzeja umjetnosti u Europi, nalazi se u blizini vodovoda Čunovo (dio vodovoda Gabčíkovo). Ostale veće galerije jesu: Muzej moderne umjetnosti Andyja Warhola (Warholovi roditelji bili su iz Mikove), Istočnoslovačka galerija, Umjetnička galerija Ernest Zmeták i dvorac Zvolen.

### Književnost
Najstarija poema napisana na tlu današnje Slovačke je Proglas, predgovor četiriju evanđelja djelomična prijevoda Biblije na staroslavenski.
Srednjovjekovna književnost u razdoblju od 11. do 15. stoljeća pisana je na latinskome, češkome i slovakiziranome češkom jeziku. Liriku (molitve, pjesme i formule) i dalje je uvjetovala Crkva, dok je epika bila usmjerena na legende. Najznačajniji autori ovoga razdoblja su Janoš Thurocki, autor Chronica Hungarorum, te Maurus, obojica Mađari.
Dva su glavna tvorca standardnoga slovačkog jezika. Prvi je bio Anton Bernolák, čiji se koncept temeljio na zapadnoslovačkome dijalektu 1787. godine. Bila je to kodifikacija prvoga književnog jezika Slovaka. Drugi je bio Ľudovít Štúr, čije se definiranje slovačkoga jezika temeljilo na načelima središnjega slovačkog dijalekta 1843. godine.
Slovačka je također poznata po svojim polihistorima, među kojima su Pavol Jozef Šafárik, Matej Bel, Ján Kollár, te svojim političkim revolucionarima i reformistima, kao što su Milan Rastislav Štefánik i Alexander Dubček.

### Kuhinja
Tradicijska slovačka kuhinja temelji se uglavnom na svinjetini, peradi (najviše se jede piletina, zatim patka, guska i puretina), brašnu, krumpiru, kupusu i mliječnim proizvodima. Relativno je blisko povezana s mađarskom, češkom, poljskom i austrijskom kuhinjom. Na istoku je također pod utjecajem ukrajinske kuhinje. U usporedbi s inim europskim zemljama, meso divljači je u Slovačkoj dostupnije zbog golemih šumskih resursa i zato što je lov relativno popularan. Vepar, zec i divljač općenito dostupni su tijekom cijele godine. Janjetina i jaretina jedu se, ali nisu široko rasprostranjeni.
Tradicijska slovačka jela jesu bryndzové halušky, bryndzové pirohy i druga jela s krumpirovim tijestom i bryndzom. Bryndza je slani sir od ovčjega mlijeka, a odlikuje se jakim okusom i mirisom. Bryndzové halušky posebno se smatra nacionalnim jelom i vrlo se često nalazi na jelovniku tradicijskih slovačkih restorana.
Tipična juha je juha od kiseloga kupusa (kapustnica). Krvavice su također specifično slovačko jelo.
Slovačko vino dolazi pretežno iz južnih područja uz Dunav i njegove pritoke, dok je sjeverna polovina zemlje previše hladna i planinska za uzgoj vinove loze. Tradicijski je bijelo vino bilo popularnije od crnoga ili ružičastoga (s iznimkom nekih područja), a slatko vino popularnije je od suhoga, no čini se da se posljednjih godina ukusi mijenjaju. Pivo (uglavnom pilsener piva, iako se konzumiraju i tamni lageri) također je vrlo popularno.

## Šport
Hokej na ledu i nogomet tradicijski se smatraju najpopularnijim športovima u Slovačkoj, premda su popularni i tenis, rukomet, košarka, odbojka, rafting, biciklizam, alpsko skijanje, biatlon i atletika.

### Hokej
Jedan od najpopularnijih ekipnih športova u Slovačkoj je hokej na ledu, s oko osam tisuća prijavljenih igrača. Slovačka je postala članica IIHF-a 2. veljače 1993. i od tada je osvojila četiri odličja na Svjetskim prvenstvima u hokeju na ledu (1 zlato, 2 srebra i 1 broncu). Posljednji uspjeh bilo je srebrno odličje na Svjetskome prvenstvu u Helsinkiju 2012. godine. Slovačka hokejaška reprezentacija upisala je osam nastupa na Olimpijskim igrama, završivši četvrta na Zimskim olimpijskim igrama 2010. u Vancouveru i brončana na Zimskim olimpijskim igrama 2022. u Pekingu. Slovačke hokejaške momčadi HC Slovan Bratislava i HC Lev Poprad sudjelovale su u Kontinentalnoj hokejaškoj ligi.
Slovačka je bila domaćin Svjetskoga prvenstva 2011. i 2019. Oba natjecanja održana su u Bratislavi i Košicama. Također če sudjelovati 2029.

### Nogomet
Nogomet je najpopularniji sport u Slovačkoj, s preko 400 000 prijavljenih igrača. Od 1993. slovačka nogometna reprezentacija kvalificirala se na FIFA-ino Svjetsko prvenstvo samo jednom (2010.) te se 2016. kvalificirala na Europsko prvenstvo, čime je nacionalna vrsta zauzela 14. na FIFA-inoj svjetskoj ljestvici.
U klupskim natjecanjima samo su se tri momčadi kvalificirale za skupnu fazu UEFA-ine Lige prvaka, a to su MFK Košice 1997. – 1998., FC Artmedia Bratislava u sezoni 2005./06. i MŠK Žilina 2010./11. FC Artmedia Bratislava bila je najuspješnija momčad, završivši na trećemu mjestu u skupini Kupa UEFA, čime se kvalificirala za nock-out fazu. Ostali su jedini slovački klub koji je dobio utakmicu u grupnoj fazi.

## Vanjske poveznice
- Službene stranice Predsjednika
- Národná Rada  Arhivirana inačica izvorne stranice od 2. veljače 2004. (Wayback Machine) – službena stranica parlamenta
- Slovensko.com  Arhivirana inačica izvorne stranice od 18. rujna 2016. (Wayback Machine) – vijesti o Slovačkoj na engleskome
- Hrvati u Slovačkoj  Arhivirana inačica izvorne stranice od 8. studenoga 2006. (Wayback Machine) – stranica Hrvata u Slovačkoj

### Ostali projekti
|  | Zajednički poslužitelj ima stranicu o temi Slovačka    |
|  | Zajednički poslužitelj ima još gradiva o temi Slovačka |
|  | Zajednički poslužitelj sadrži atlas Slovačka           |